# Gorica várkastély (Pregrada)
Gorica egy 17. századi főúri várkastély Horvátországban, a Zagorje nyugati részén fekvő Pregrada településen.

## Fekvése
A város központjának közelében a Plemenšćinára menő út mellett, egy alacsony, ovális alakú dombháton áll. 

## Története
A koszteli uradalom 1523-ban lett a Keglevich család birtoka, amikor Keglevich Péter horvát bán megvásárolta addigi birtokosától Brandenburgi Györgytől. Gorica kastélyát egy 16. század vége felé épített, de soha be nem fejezett várkastélyból alakították át a 17. század végén. Ekkor hagyta el a család a korszerűtlenné és lakhatatlanná vált Kosztel várát és a pregradai völgyben épített magának kényelmes kastélyt. A kastély várépítészeti jellegzetességekkel is rendelkezett. Ezekből máig fennmaradt egy lőréses, hengeres saroktorony, a kastély délkeleti homlokzatán, mely a kastély bejáratát védte. A 17. század végén a Patacsich család vásárolta meg, de 1740 után a Keglevichek visszavették. 1883-ig volt a Keglevichek tulajdona, amikor a Kaučić család vásárolta meg.

## Mai állapota
A kastély alaprajza a belső udvarral reneszánsz, kora barokk jellegzetességeket mutat. Három épületszárnya maradt fenn. A kastély egyszerű homlokzatát egyedül a bejárati kapu fölött található, hangsúlyos Keglevich címer dekorálja. A belső helyiségek egy részét, donga és keresztboltozattal boltozták be. A néhány helyiségben fennmaradt berendezés, historizáló és szecessziós stílust mutat. A berendezés egy része még a Keglevicheké volt. A toronyban, mely valaha a védelmet szolgálta, a későbbiek folyamán egy szalont alakítottak ki, melynek teljes berendezése egészben maradt fenn. A szalon kupolaboltozata festett. A második műemléki kategóriába tartozó kastély ma is a Kaučić család magántulajdonában van, ezért nem látogatható.